# Wincenty Senkowski

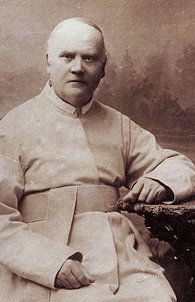
Wincenty Senkowski

Wincenty Senkowski (* 5. September 1840 nahe Marijampolė, Gouvernement Augustow, Kongresspolen, heute Litauen; † 10. April 1911 in Marijampolė, Gouvernement Suwalki) war ein litauischer katholischer Priester und Generalsuperior der Marianer.

## Frühe Jahre
Senkowski stammte aus einer litauischen Bauernfamilie und besuchte das Gymnasium in Marijampolė. Nach dem Abitur trat er in den Orden der Marianer ein und wurde in deren Kloster in Marijampolė in Theologie unterrichtet. In dieser Zeit nahm er auch an den Demonstrationen gegen die russische Fremdherrschaft teil.
Von 1862 bis 1866 studierte er an der Theologischen Akademie in Warschau, wurde 1864 zum Priester geweiht und schloss das Studium mit Auszeichnung ab.

## Generalsuperior der Marianer
1864 versuchten die russischen Behörden die Marianer aufzulösen, was ihnen auch fast gelang, nur das Kloster in Marijampolė blieb bestehen. Dorthin ging Senkowski nach seinem Studium. Er hatte zahlreiche Funktionen inne, war Schatzmeister, baute das Kloster aus und gründete zwei neue Kapellen.
Er war Mitglied im Stadtrat und lehrte Theologie.
Am 24. November wurde er zum Generalsuperior der Marianer gewählt, entgegen dem Versuch der russischen Behörden, einen regimetreuen Kandidaten durchzusetzen.
1904 dann war die Zahl der Marianer so gering, dass das Kloster geschlossen werden musste und 1908 war Senkowski der letzte noch lebende Mönch.

## Erneuerung der Kongregation
1907 machten sich zwei Professoren der St. Petersburger Theologischen Akademie, Georg Matulaitis und Franziskus Buczys, im Geheimen und mit Unterstützung des Heiligen Stuhles, daran, den Orden der Marianer wiederzubeleben. Sie wurden am 29. August 1909 von Senkowski angelobt und 1910 wurde durch ein Dekret des Papstes der Orden neu gegründet.
Senkowski starb sechs Monate später im April 1911 und wurde bei der Klosterkirche in Marijampolė begraben. Sein Nachfolger als Generalsuperior der Marianer wurde Georg Matulaitis, der den Wiederaufbau des Ordens vorantrieb.